# 茨城県道109号稲田友部線

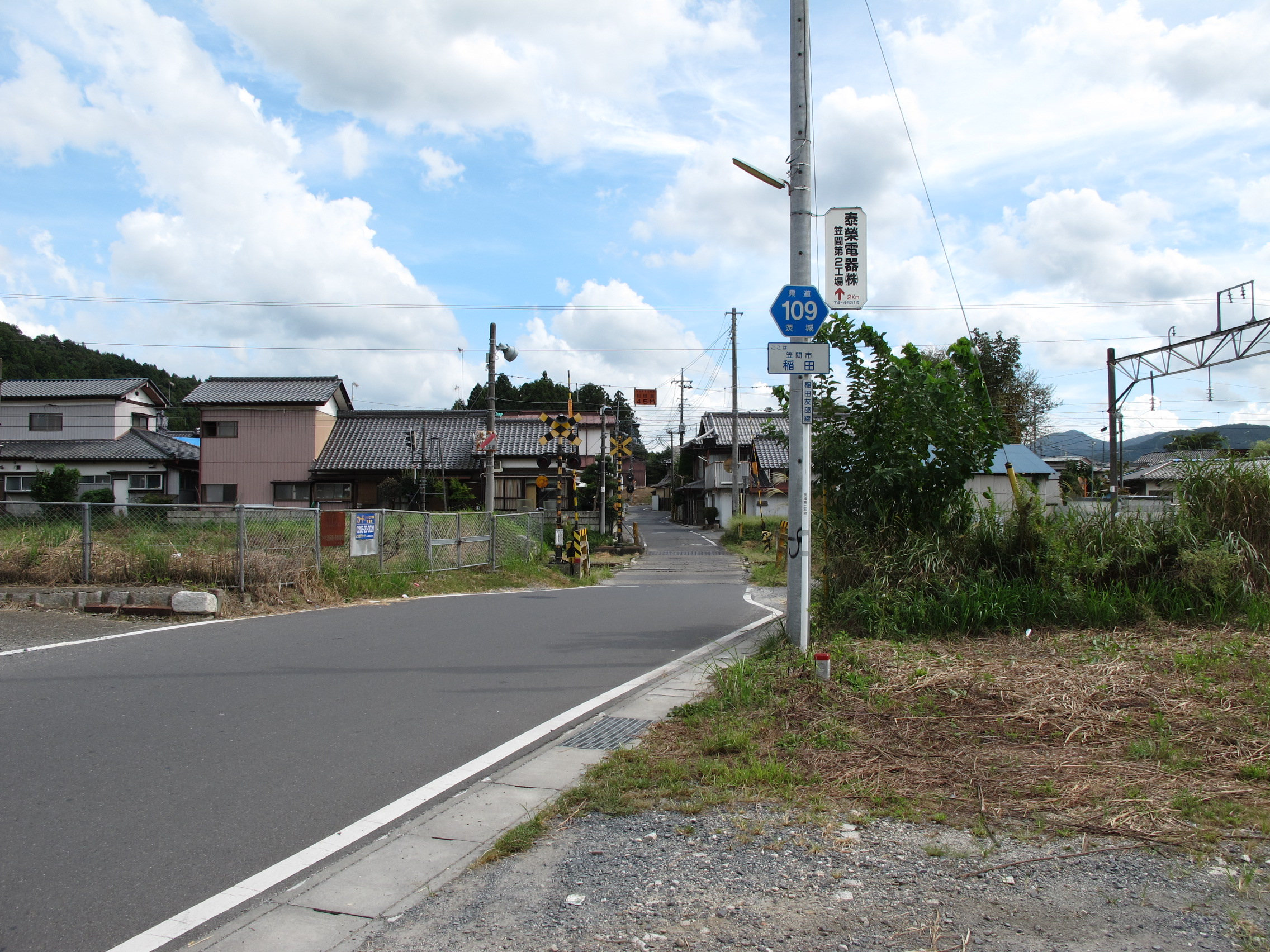
笠間市稲田 JR水戸線踏切
（2011年9月）

茨城県道109号稲田友部線（いばらきけんどう109ごう いなだ ともべせん）は、茨城県笠間市稲田から同市友部地区に至る笠間市内の一般県道である。

## 概要
笠間市稲田の国道50号分岐から南東方向へ向かい、同市平町で国道355号と接続する茨城県の一般県道の路線。路線名の終点を表す「友部」は、笠間市の「平成の大合併」以前の旧自治体であった西茨城郡友部町が由来である。

### 路線データ
- 起点：茨城県笠間市稲田（茨城県道289号富谷稲田線、国道50号交点：稲田交差点）[1]
- 終点：茨城県笠間市平町字堂前446番1地先（国道355号交点：加賀田交差点）[2]
- 総延長：10.610 km[3]
- 重用延長：1.913 km[3]
- 未供用延長：なし[3]
- 実延長：8.697 km[3]
- 自動車交通不能区間延長[注釈 1]：なし[3]

## 歴史
1959年（昭和34年）10月14日、新たな県道として笠間市稲田町を起点とし、西茨城郡友部町を終点とする区間を本路線として茨城県が県道路線認定した。

### 年表
- 1959年（昭和34年）10月14日
  - 県道稲田友部線として路線認定[4]。
  - 道路の区域は、笠間市稲田町二級国道前橋水戸線分岐から西茨城郡友部町大字平町主要地方道石岡笠間線交点までと決定される[1]。
- 1969年（昭和44年）9月18日：笠間市大字吉原字国木町 - 同字岩の内の狭隘路（最小幅員4.0 m、延長160 m）を道路改良[5]。
- 1980年（昭和55年）12月8日：主要地方道石岡笠間線[注釈 2]宍戸バイパス開通に伴い、加賀田交差点への取付道路（229 m）を供用開始[6]。
- 1995年（平成7年）3月30日：整理番号116から現在の番号（整理番号109）に変更される[7][8]。
- 2003年（平成15年）1月15日：笠間市本戸地内のバイパス（1.246 km）を新設する道路区域が決定する[9]。
- 2014年（平成26年）3月18日：笠間市大字本戸地内の道路改良バイパス道路の一部（約0.4 km）を供用開始[10]。
- 2016年（平成28年）2月18日：笠間市本戸地内のバイパス開通を受けて、旧道区間（430 m）が県道指定解除され、笠間市道に降格[11]。
- 2017年（平成29年）2月16日：笠間市平町地内（国道355号・加賀田交差点 - 宍戸郵便局南交差点）の旧道区間（759 m）が県道指解除され、笠間市道へ降格。終点が加賀田交差点に変更[2]。
- 2019年（令和元年）10月31日：笠間市本戸字田利 - 同市本戸字田耕地にバイパス道路（698 m）を新設する道路区域を指定[12]。

## 路線状況
- 全体的には片側1車線で走りやすい。しかし一部区間では道幅が狭いところもあり、注意が必要である。
- 北関東自動車道友部インターチェンジのランプの下を通る。但し、アクセス路はなく、インターチェンジに入るためには迂回する必要がある。

下記の区間は、車両制限令の規定に基づき、通行する車両の高さの最高限度4.1 mの道路に指定されている。
- 笠間市北吉原（県道42号交点） - 同市平町（加賀田交差点）（2007年4月1日指定）[13]。

### 重複区間
- 茨城県道42号笠間つくば線・フルーツライン（笠間市本戸 - 同市北吉原）

## 地理

### 通過する自治体
- 茨城県
  - 笠間市

### 交差する道路
- 国道50号（笠間市稲田 稲田交差点）
- 茨城県道42号笠間つくば線（笠間市本戸 - 北吉原）※重複
- 国道355号宍戸バイパス（笠間市平町 加賀田交差点）

## 沿線
- 稲田駅（笠間市稲田）
- 関東セキスイハイム工業関東事業所（笠間市北吉原）
- カントリークラブザ・レイクス（笠間市上加賀田）
- 日綜産業茨城工場（笠間市平町）